# 邦蒂冰原島峰
71°37′S 159°59′E / 71.617°S 159.983°E
邦蒂冰原島峰（英語：Bounty Nunatak）是南極洲的冰原島峰，位於奧次地，處於伯恩哈姆山東南面7公里，屬於丹尼爾斯山脈的一部分，海拔高度2,350米，由新西蘭探險隊命名，現時由南極條約體系管理。